# پرنده‌بال‌تباران
پرنده‌بال‌تباران (نام علمی: Troidini) نام یک تبار از زیرخانواده فرانه‌ایان است.